# Chó săn cáo Anh Quốc
Chó săn cáo Anh Quốc (tiếng Anh: English Foxhound) là một giống chó săn có nguồn gốc từ nước Anh và là một giống chó theo dòng chó săn mùi là chính kết hợp với dòng chó săn đuổi có khả năng đánh hơi, truy lùng con mồi trong thời gian dài và chuyên dùng để săn cáo. Ngày nay chúng còn được dùng để làm chó cảnh. Loài chó săn cáo nước Anh còn là loài nền tảng để cho ra đời loài chó săn cáo Mỹ (American Foxhound).

## Tổng quan
Chó săn cáo Anh Quốc được phát triển bởi sự lai tạo có lựa chọn (quá trình chọn giống) của những giống chó săn khác nhau, và sau đó được nuôi dưỡng với các giống chó săn thỏ như chó săn xám (Greyhound), chó bun Anh (bulldog), và chó sục cáo (Fox terrier) với những ưu điểm của từng dòng tương ứng do đó nó đã kế thừa được sức bật và tốc độ khi truy đuổi, sức mạnh, khứu giác và sự ham mồi trong những cuộc săn. Chúng được nuôi theo bầy để dùng trong săn đuổi cáo cùng với những người đi săn bằng ngựa. Chúng có thể lực tốt và một cái mũi thính và chúng có thể chạy ổn định hàng giờ liền. Những ưu điểm của chúng bao gồm khả năng theo dấu, tìm kiếm và sự lanh lợi. Chúng cũng có thể dùng để trông nhà cửa.

## Đặc điểm

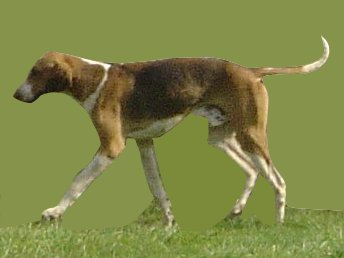
Một con chó săn cáo Anh

Đây là một loại chó chó săn có ngoại hình mạnh mẽ và khá thanh lịch, với mũi dài và đầu rộng. Cổ chúng dài và thân sau trong khá vững chắc. Chó đực có chiều dài từ 21 đến 25 inches (56–63 cm) còn chó cái dài từ 21-24 inches (53–61 cm). Cân nặng của chúng từ 65-70 pounds (29–32 kg). Tuổi thọ trung bình khoảng dưới 10 năm. Đây là giống chó khoẻ mạnh. Chúng còn có đôi mắt lớn nhìn khá biểu cảm, cặp mắt nâu, rộng.
Đôi tai nằm sát với đầu và có mép tai hình tròn hoặc ngắn để tránh vướng tai và nước chảy vào tai trong quá trình săn đuổi. Cặp chân chúng thẳng, với bàn chân tròn, giống như chân mèo. Lớp lông ngắn, cứng và dễ chăm sóc, thường có ba màu là màu đen, màu trắng và màu vàng, hay hai màu hai với nền trắng. Đôi tai dài buông thõng. Đuôi được dựng ngược lên.

## Tập tính

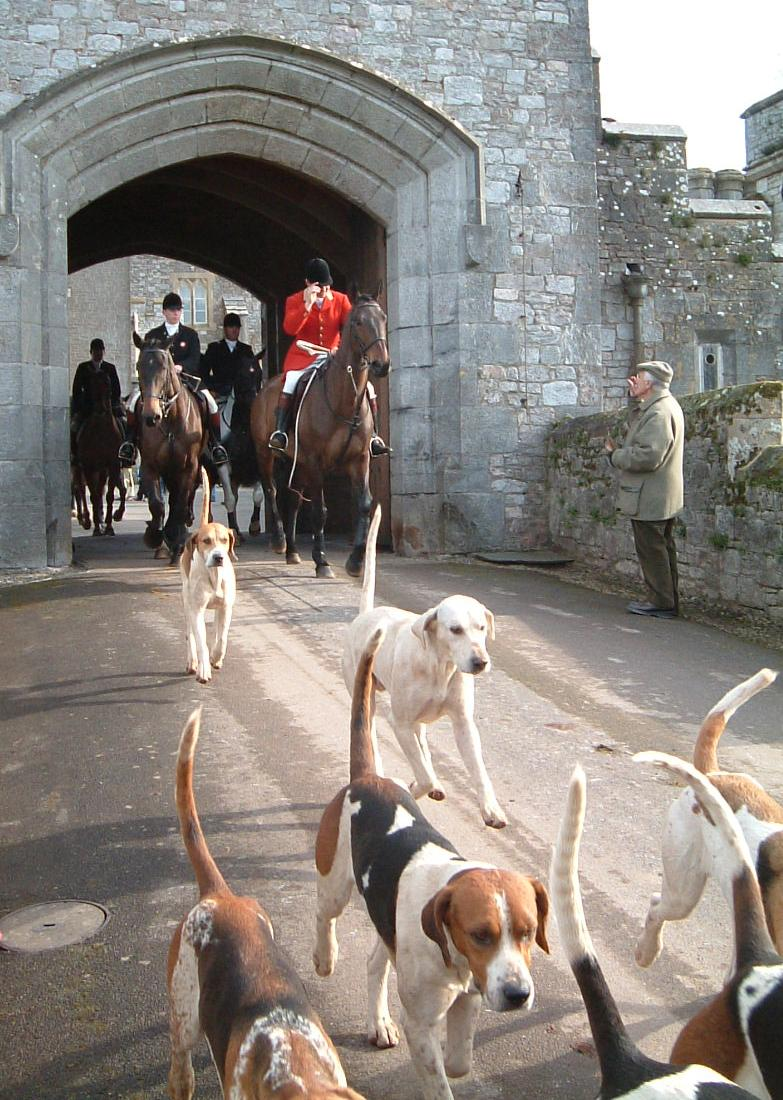
Một cảnh ra quân đi săn cáo của quý tộc từ một lâu đài, ông ta cưỡi ngựa và đi trước là một đàn chó săn

Chó săn cáo Anh Quốc là một nòi chó săn mạnh mẽ, dày dạn và ham mồi, chúng hiểu và biết nghe lời đối với chủ của chúng nhưng chúng vẫn cần được huấn luyện kỹ lưỡng. Chúng rất thân thiện với người và đặc biệt tốt đối với trẻ em. Chúng đặc biệt thích sống bầy đàn với những con chó khác và đối xử tốt với những động vật khác.
Chúng rất thích hoạt động, hiếu động và dường như không biết mệt mỏi, chúng có thể chạy nước kiệu nhiều giờ với một tốc độ ổn định qua những bụi gai dọc đường, những đầm lầy, và miền quê trong điều kiện nắng oi bức và có thể chạy liên tục không nghỉ trong năm hay sáu giờ mà không cần dừng lại. Vì chúng sử dụng nhiều năng lượng của chúng khi còn sung sức, chạy hàng nghìn dặm đường ngày này qua ngày khác nên chúng cần được nghỉ ngơi vào khoảng bảy hay tám tuổi.
Chó săn cáo Anh Quốc chắc nịch và chậm hơn Chó săn cáo của Mỹ (American Foxhound). Loài chó này là nòi chó săn theo bầy, tuy nhiên một con chó, loại dùng để làm cảnh lại cho thấy rằng chúng có thể làm bạn tốt với người (companion dog) nếu được tập luyện đầy đủ, đây là dòng chó săn đuổi vô cùng năng động và do đó chó săn được nuôi theo bày để săn đuổi là chính.
Vì xuất phát điểm là giống chó săn nên không nên nuôi chúng trong các căn hộ do chúng hiếu động và cần phải có không gian rộng để chạy nhảy, sục sạo. Giống chó này cần chạy xa, thoải mái hàng ngày do đó có thể trở nên một kẻ phá hoại nếu sống trong môi trường chật hẹp, không được vận động. Chúng có thể chạy đuổi theo ngay khi thấy có vật gì đó hấp dẫn, vì thế không nên để chúng vuột ra khỏi dây xích khi đi trên đường.